# Harald Grohs
Harald Grohs (ur. 28 stycznia 1944 w Essen) – niemiecki kierowca wyścigowy. Założyciel zespołu Grohs Motorsport.

## Kariera
Grohs rozpoczął karierę w międzynarodowych wyścigach samochodowych w 1975 roku od startów w German Racing Championship oraz European Touring Car Championship. W German Racing Championship trzykrotnie stawał na podium, a raz na jego najwyższym stopniu. W European Touring Car Championship odniósł dwa zwycięstwa. Z dorobkiem odpowiednio 75 i 20 punktów uplasował się tam odpowiednio na szóstej i dziewiątej pozycji w klasyfikacji generalnej. W późniejszych latach pojawiał się także w stawce Interserie – Div. 2, Europejskiej Formuły 2, World Challenge for Endurance Drivers, IMSA Camel GT Challenge, Norisring Trophäe, European Endurance Championship, Deutsche Tourenwagen Masters, Porsche 944 Turbo Cup, World Touring Car Championship, Fuji Long Distance Series LD-1, All Japan Sports Prototype Car Endurance Championship, 24-godzinnego wyścigu Le Mans, SAT 1 Supercup, Interserie Div. 1, Niemieckiego Pucharu Porsche Carrera, 24 Hours of Spa-Francorchamps, ADAC GT Cup, Global GT Championship, Porsche Supercup, Deutsche Tourenwagen Cup, Procar BMW M1 Revival, VLN Endurance, Mini Challenge Germany, Volkswagen Scirocco R-Cup, ADAC Zurich 24h-Rennen, Klasse: SP 3T, Nürburgring Nordschleife, 24 Hours of Barcelona oraz 24h Nürburgring.